# 土耳其安卡无人机

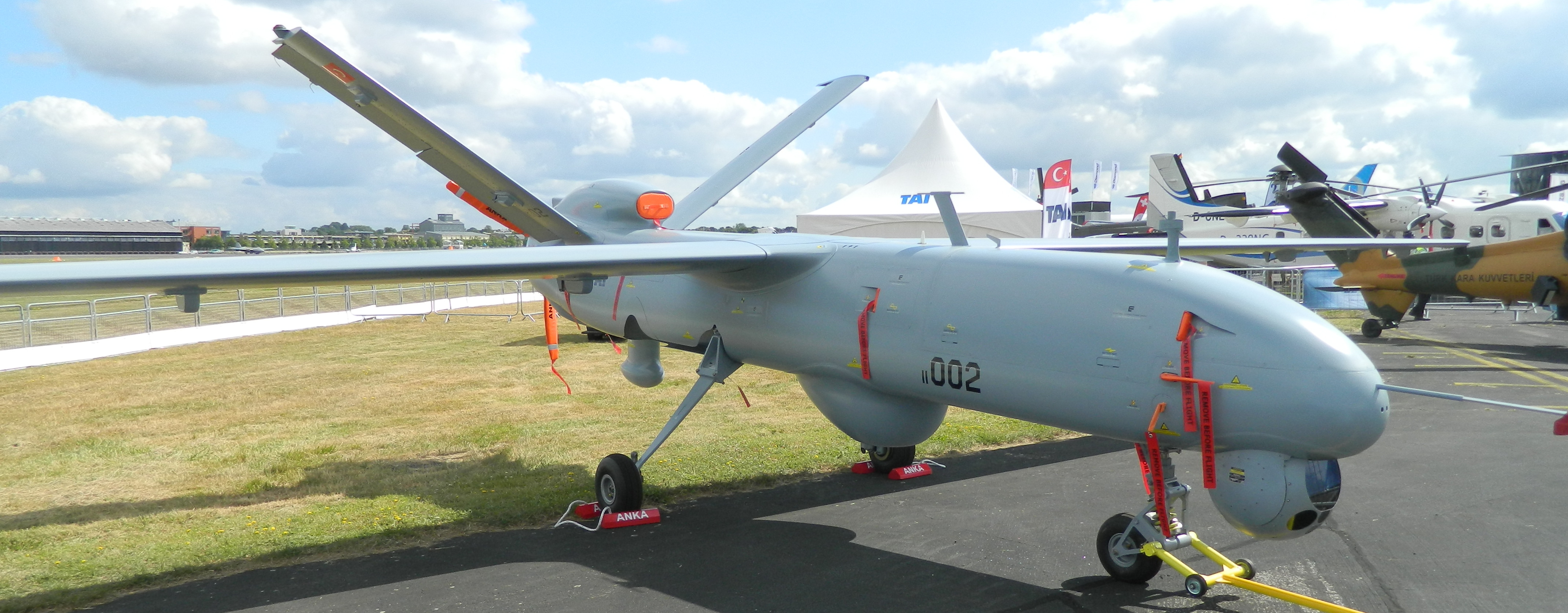
土耳其安卡無人機

土耳其安卡無人機（TAI Anka）是土耳其航空航太工業（TAI）开发的一款中高空长航时无人机，其名称“Anka”在土耳其语中意为“凤凰”。

## 开发背景[1]
土耳其在20世纪90年代采购了一批美国制造的侦察无人机，但由于美国对土耳其的武器许可政策和技术限制，土耳其军方不得不开始自行研制无人机。此外，土耳其周边地区的局势动荡和安全形势恶化，也促使土耳其军方加快对侦察和监视能力的建设。因此，TAI Anka无人机的研发旨在满足土耳其军方对多种任务的需求，如侦察、情报收集、目标跟踪和海上巡逻等，提升其军事实力和自主研发能力。

## 开发历史
TAI Anka项目于2004年启动，旨在研制一款可用于侦察、监视、情报收集和目标跟踪等多种任务的无人机。2010年，TAI Anka进行了首飞试验，并在之后的测试中表现出色。在接下来的几年中，TAI Anka不断进行改进和升级，包括安装高分辨率光电和红外传感器以及改良导航和通信系统。

## 技术特点
该机载重350公斤，长8.6米，翼展17.5米，高3.25米。它的最大起飞重量为1700公斤。
TAI Anka的技术特点包括：
1. 中高空长航时：该机最高速度217公里/小时，巡航速度204公里/小时，作战航程250公里。实用升限9144米，TAI Anka可在海拔30,000英尺的高空飞行超过24小时；
2. 多功能：TAI Anka可搭载各种传感器和武器，如高分辨率光电/红外传感器、合成孔径雷达和精确制导炸弹，可以装配MAM等多种武器（智能微型弹药）、Roketsan Cirit、Tubitak-Sage Bozok激光制导火箭和L-UMTAS（远程反坦克导弹系统）；
3. 自主性：TAI Anka配备先进的自主导航和任务计划系统，能够执行多种任务，如区域侦察、目标跟踪和海上巡逻等；
4. 通信能力：TAI Anka具有高速数据链和卫星通信技术，装配有INS/GPS和大气数据传感器套件系统、Ctech DEV-KU-18移动卫星通信终端。能够与地面控制站进行实时通信和数据传输；
5. 全天候：TAI Anka配备先进的防冰系统和Tusaş Engine Industries 研制的TEI-PD170四缸液冷直列涡轮增压柴油发动机提供动力，可产生 127 千瓦（170 马力）动力，能够在恶劣天气条件下执行任务。

## 系统组成
一套完整的安卡无人机系统由三架飞行器（A/V）、地面控制站（GCS）、地面数据终端（GDT）、自动起降系统（ATOLS）、便携式图像开发系统（TIES）组成、远程视频终端（RVT）和各种地面支持设备 (GSE）。

## 出口

### 马来西亚
2020年，安卡无人机获得马来西亚皇家空军高空长航时 (MALE) 级无人机 (UAV) 的国际招标。

### 印度尼西亚
2023年，印度尼西亚购买了12架土耳其TAI Anka无人机。